# Paracladopelma tamahikawai
Paracladopelma tamahikawai är en tvåvingeart som beskrevs av Sasa 1983. Paracladopelma tamahikawai ingår i släktet Paracladopelma och familjen fjädermyggor. Inga underarter finns listade i Catalogue of Life.